# ليسكوفو
ليسكوفو (بالروسية: Лысково) هي إحدى مدن روسيا في الكيان الفدرالي الروسي نيزني نوفغورود أوبلاست.